# Xipingpo (sockenhuvudort i Kina, Liaoning Sheng, lat 40,45, long 120,17)
Xipingpo (kinesiska: 西平坡, 西平坡满族乡) är en sockenhuvudort i Kina. Den ligger i provinsen Liaoning, i den nordöstra delen av landet, omkring 310 kilometer sydväst om provinshuvudstaden Shenyang. Antalet invånare är 16 302. Befolkningen består av 7 700 kvinnor och 8 602 män. Barn under 15 år utgör 17,0 %, vuxna 15-64 år 72 %, och äldre över 65 år 10,0 %.
Runt Xipingpo är det tätbefolkat, med 266 invånare per kvadratkilometer. Närmaste större samhälle är Suizhong, 19,2 km sydost om Xipingpo. Trakten runt Xipingpo består till största delen av jordbruksmark.
Genomsnittlig årsnederbörd är 736 millimeter. Den regnigaste månaden är juli, med i genomsnitt 195 mm nederbörd, och den torraste är januari, med 4 mm nederbörd.